# Lennia lota
Lennia lota is een vlinder uit de familie van de dikkopjes (Hesperiidae). De soort is voor het eerst wetenschappelijk beschreven als Leona lota door William Harry Evans in een publicatie uit 1937.
De soort komt voor in de bossen van Ghana, Kameroen, Congo-Brazzaville en Congo-Kinshasa.